# Dichorda cockerelli
Dichorda cockerelli là một loài bướm đêm trong họ Geometridae.